# Igrzyska Śródziemnomorskie 1951

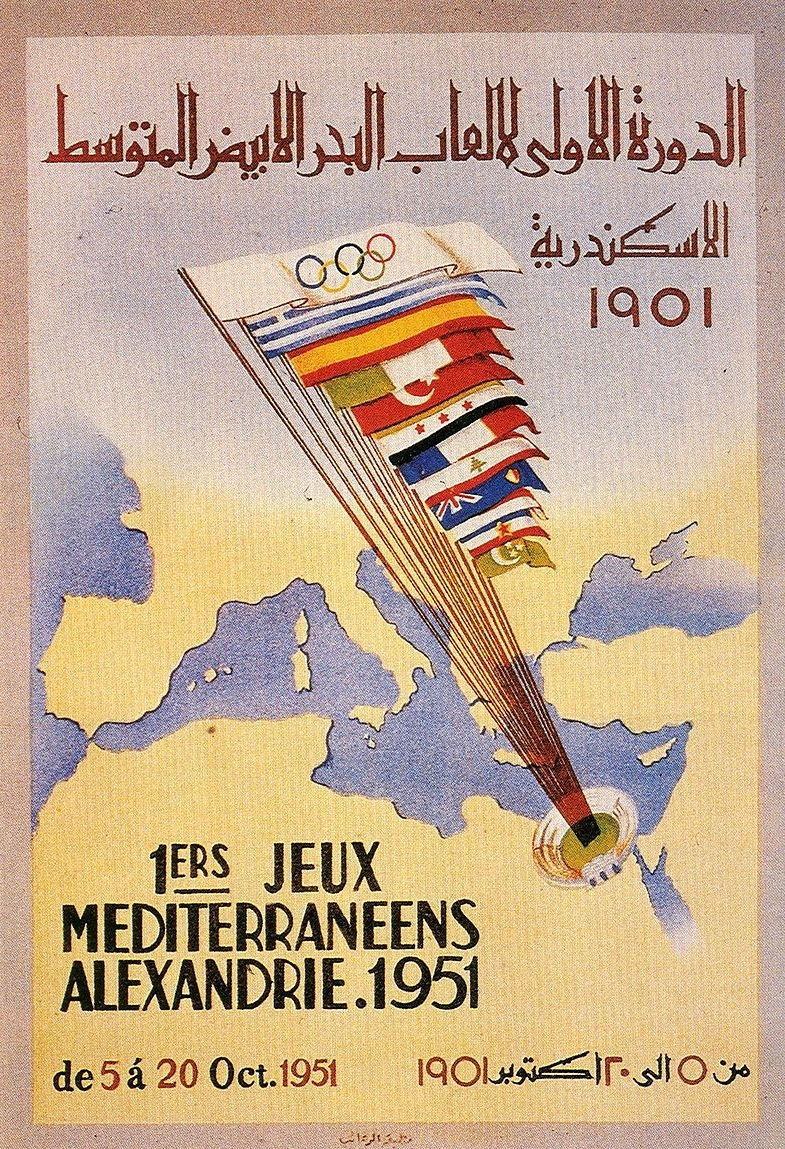
Plakat I Igrzysk Śródziemnomorskich

1. Igrzyska Śródziemnomorskie – pierwsze w historii Igrzyska Śródziemnomorskie odbyły się w Aleksandrii, w Egipcie, między 5 a 20 października 1951 roku. W zawodach wzięło udział 734 sportowców z 10 krajów. W igrzyskach startowali tylko mężczyźni.

## Tabela medalowa
| Lp | Kraj               | Złoto | Srebro | Brąz | Suma |
| -- | ------------------ | ----- | ------ | ---- | ---- |
| 1  | Włochy             | 27    | 22     | 12   | 61   |
| 2  | Francja            | 26    | 13     | 5    | 44   |
| 3  | Królestwo Egiptu   | 20    | 26     | 19   | 65   |
| 4  | Turcja             | 10    | 3      | 7    | 20   |
| 5  | Grecja             | 4     | 9      | 8    | 21   |
| 6  | Jugosławia         | 3     | 5      | 7    | 15   |
| 7  | Hiszpania          | 2     | 4      | 4    | 10   |
| 8  | Liban              | 0     | 5      | 14   | 19   |
| 9  | Republika Syryjska | 0     | 3      | 10   | 13   |
|    | Suma:              | 92    | 90     | 86   | 268  |

## Dyscypliny
- Lekkoatletyka  (szczegóły)
- Zapasy  (szczegóły)